# Arzier-Le Muids
Arzier-Le Muids ist eine politische Gemeinde im Distrikt Nyon des Kantons Waadt in der Schweiz. Bis zum 30. April 2014 hiess die Gemeinde offiziell Arzier.

## Geographie
Arzier liegt auf 870 m ü. M., 9 km nördlich des Bezirkshauptortes Nyon (Luftlinie). Das Dorf erstreckt sich am Jurasüdhang unterhalb des Molard, zwischen den Tälern des Ruisseau d’Oujon im Westen und des Ruisseau de la Combe im Osten, in aussichtsreicher Lage rund 500 m über dem Seespiegel des Genfersees.
Die Fläche des 51,9 km² grossen Gemeindegebiets umfasst einen Abschnitt des Waadtländer Juras. Im südöstlichen Teil gehören der Jurasüdhang von Arzier oberhalb des Bois de Chênes zum Gemeindeboden, begrenzt im Osten durch das tief eingeschnittene Tal des Ruisseau de la Combe; westlich des Ruisseau d’Oujon befindet sich der Waldhang Côtes de Genolier. Nach Nordwesten erstreckt sich das Gebiet über die Höhe des Molard (1044 m ü. M.) und den Bois d’Oujon auf den breiten Kamm der vordersten Jurakette. Diese ist im Bereich von Arzier gegliedert in mehrere gemäss der Streichrichtung des Juras von Südwest noch Nordost verlaufende Kalkrippen und dazwischenliegende teils moorige, oberirdisch abflusslose Senken, darunter das Marais Rouge und die Petite Enne. Die grössten Höhen befinden sich im westlichen Teil des Kammes mit dem Noirmont (1567 m ü. M.; höchster Punkt von Arzier), Mont Pelé (1536 m ü. M.), Mont Sâla (1511 m ü. M.) und Vue de Genève (1492 m ü. M.). Am Nordhang des Noirmont liegt der Creux du Croue, ein charakteristischer Ausräumungskessel, der seit 1987 unter Naturschutz steht. Ganz im Nordwesten reicht das Gemeindegebiet bis an den rechten Talrand des obersten Orbetals. Auf dem Jurakamm findet man typische Karsterscheinungen wie beispielsweise Dolinen, Karrenfelder und Höhlen. Das nur wenig begangene Gebiet, das in der Schutzzone des Parc jurassien vaudois liegt, ist von ausgedehnten Wäldern bestanden, dazwischen befinden sich Jurahochweiden mit den typischen mächtigen Fichten, die entweder einzeln oder in Gruppen stehen. Von der Gemeindefläche entfielen 1997 3 % auf Siedlungen, 71 % auf Wald und Gehölze, 25 % auf Landwirtschaft, und etwas weniger als 1 % war unproduktives Land.
Zu Arzier-Le Muids gehören die Weiler Le Muids (696 m ü. M.) auf einer Verebnungsfläche unterhalb des Dorfes und Montant (590 m ü. M.) am Jurafuss sowie zahlreiche Einzelhöfe, die weit verstreut auf den Höhen des Juras liegen. Nachbargemeinden von Arzier sind Saint-Cergue, Givrins, Genolier, Vich, Bassins und Le Chenit im Kanton Waadt sowie Bois-d’Amont und Les Rousses im angrenzenden Frankreich.

## Bevölkerung
Mit 2974 Einwohnern (Stand 31. Dezember 2023) gehört Arzier-Le Muids zu den mittelgrossen Gemeinden des Kantons Waadt. Von den Bewohnern sind 78,5 % französischsprachig, 8,0 % deutschsprachig und 6,9 % englischsprachig (Stand 2000). Die Bevölkerungszahl von Arzier-Le Muids belief sich 1850 auf 443 Einwohner, 1960 auf 342 Einwohner. Erst nach 1970 (459 Einwohner) setzte eine massive Bevölkerungszunahme ein: Arzier-Le Muids zählte 1980 857 Einwohner und 1990 1446 Einwohner.

## Wirtschaft
Arzier-Le Muids war bis Mitte des 20. Jahrhunderts ein hauptsächlich durch die Landwirtschaft geprägtes Dorf. In den unteren Gemeindeteilen wird Ackerbau betrieben, während auf den Jurahöhen Viehzucht und Milchwirtschaft vorherrschen. Auch die Forstwirtschaft hat dank dem Waldreichtum eine grosse Bedeutung und war verantwortlich für den relativen Wohlstand der Gemeinde in den früheren Jahren. Weitere Arbeitsplätze gibt es im Gewerbe und im Dienstleistungssektor. Arzier-Le Muids ist Standort eines Forschungszentrums für Herzgefässkrankheiten. Das unter Vincent Mangeat errichtete grosse Gemeinde- und Schulzentrum wurde 1988 eröffnet. Seit etwa 1970 setzte dank der schönen Lage und trotzdem guter Verkehrsanbindung eine rasante Entwicklung zur Wohngemeinde ein. Der gesamte Hang um das ehemalige Dorfzentrum wurde überbaut. Die Bevölkerungszahl hat sich seither mehr als vervierfacht. Die weit überwiegende Zahl der Erwerbstätigen (mehr als 75 %) arbeitet auswärts, vor allem in Nyon und in Genf.

## Verkehr

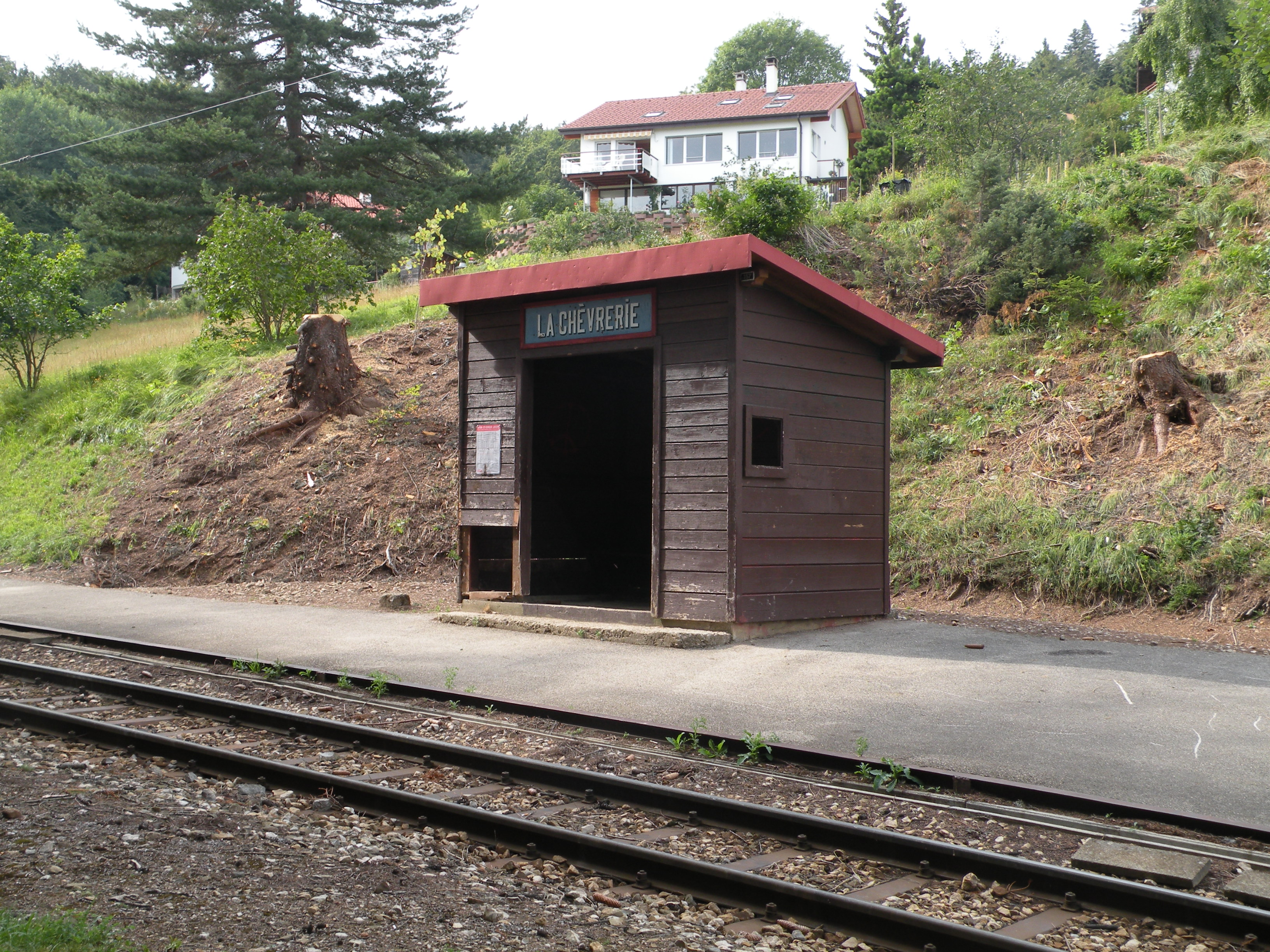
Der Haltestelle «La Chèvrerie» in Arzier

Die Gemeinde ist verkehrstechnisch gut erschlossen. Sie liegt an der Hauptstrasse von Gland nach Saint-Cergue, der Autobahnanschluss Gland an der A1 ist rund 10 km vom Dorf entfernt. Am 12. Juli 1916 wurde die Eisenbahnlinie Nyon–Saint-Cergue mit Bahnhöfen in Arzier und Le Muids in Betrieb genommen.

## Geschichte

Historisches Luftbild von Werner Friedli von 1964

Die erste urkundliche Erwähnung des Ortes erfolgte 1306 unter dem Namen Argie. Ebenfalls im 14. Jahrhundert erschienen die Schreibweisen Argier, Arsie und Arsier. Der Ortsname geht wahrscheinlich auf den in der Merowingerzeit gebräuchlichen Personennamen Aredius oder Aregius zurück.
Das Dorf verdankt seine Entwicklung dem 1146 gegründeten Kartäuserkloster Oujon auf dem Jurakamm oberhalb von Arzier. Um die Wildnis urbar zu machen, gewährten die Mönche den Siedlern ab 1304 eine weitgehende Steuerfreiheit. Auch der Weiler Le Muids wird 1250 als Au Muis im Klosterbesitz erwähnt. Mit der Eroberung der Waadt durch Bern im Jahr 1536 kam Arzier unter die Verwaltung der Landvogtei Nyon. Die Klostergüter wurden eingezogen, und die Gebäude verfielen mit der Zeit. Da die Gemeinde zusehends verarmte und nicht mehr fähig war, die Abgaben an Bern zu leisten, übertrug Bern die Herrschaft 1664 auf das Dorf und verzichtete auf weitere Einkünfte. Arzier musste damit nur noch Abgaben an die Vogtei Nyon aufbringen, womit der Grundstein für den relativen Wohlstand ab dem 18. Jahrhundert dank der Waldwirtschaft gelegt war. Nach dem Zusammenbruch des Ancien Régime gehörte das Dorf von 1798 bis 1803 während der Helvetik zum Kanton Léman, der anschliessend mit der Inkraftsetzung der Mediationsverfassung im Kanton Waadt aufging.

## Sehenswürdigkeiten
- Die Kirche Saint-Antoine wurde 1306 erbaut. Sie war nach der Reformation bis 1687 auch Pfarrkirche für Bassins und bis 1713 für Saint-Cergue.
- Auf einer Waldlichtung im Bois d’Oujon sind noch die Grundmauern und Fundamente des ehemaligen Kartäuserklosters Oujon sichtbar.[5]

## Bilder

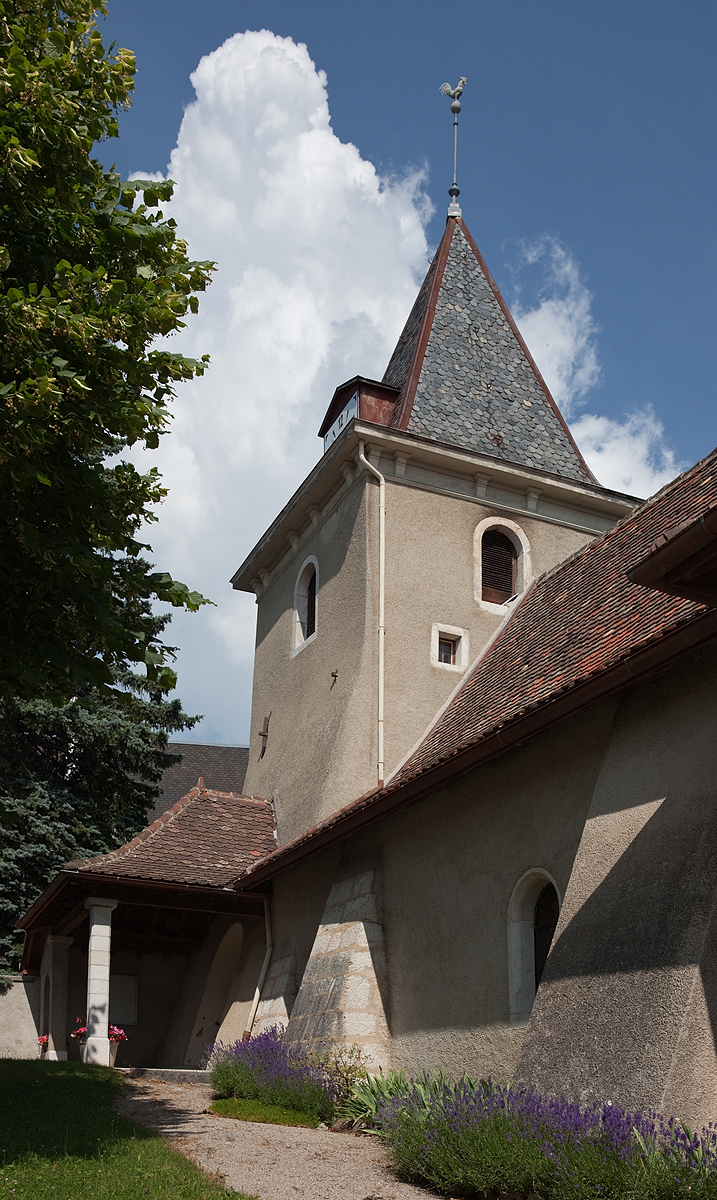
Saint Antoine (1306)
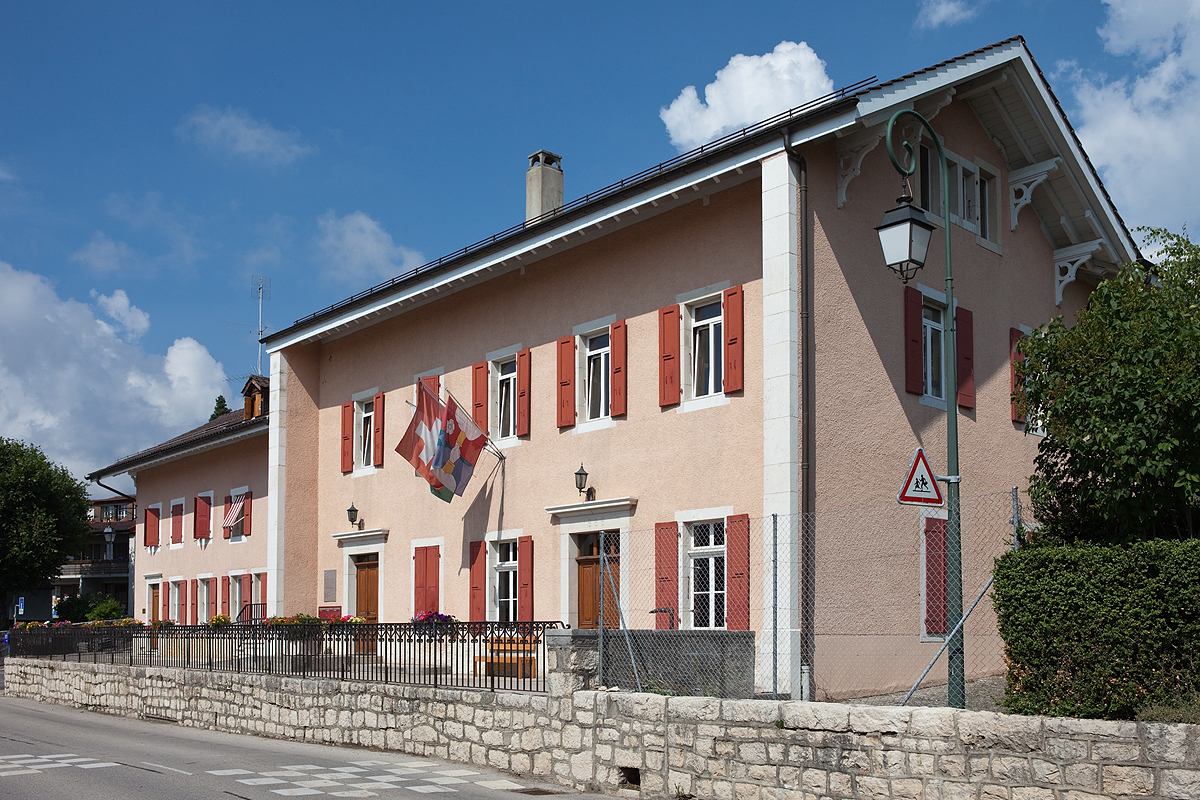
Gemeindehaus
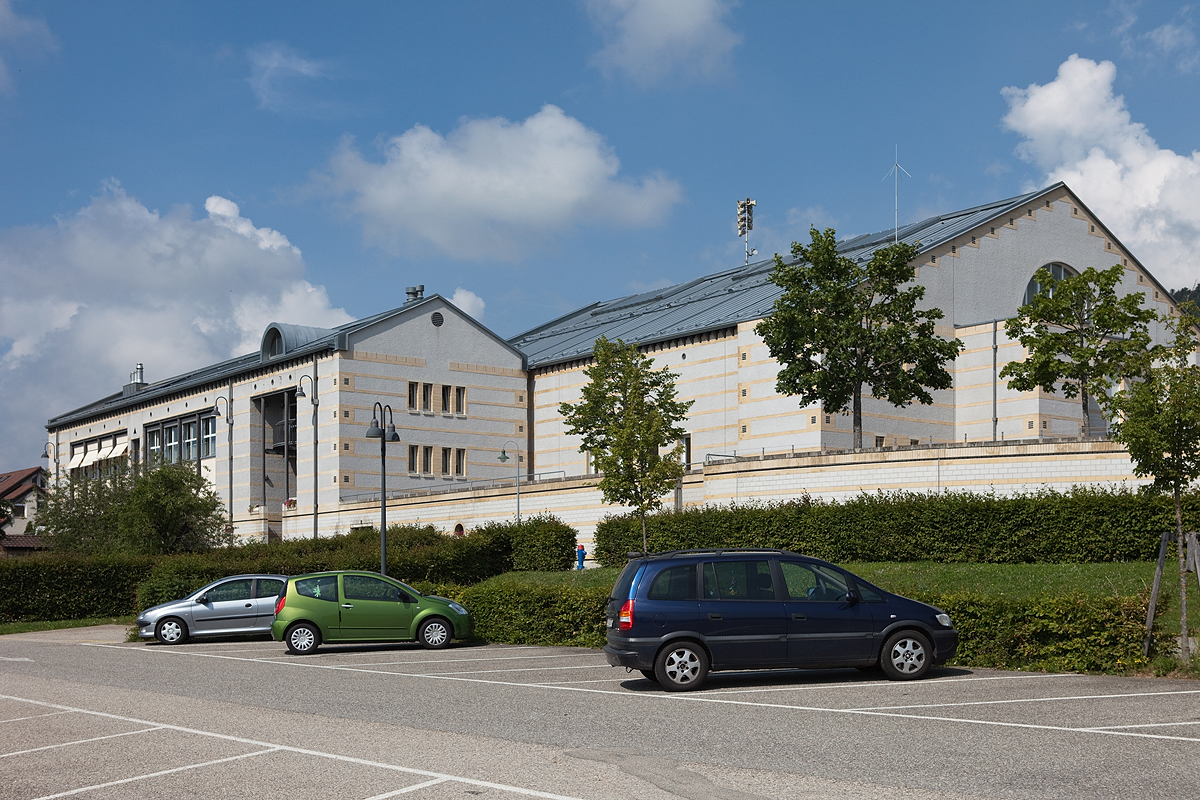
Schulanlage Pré Morlot
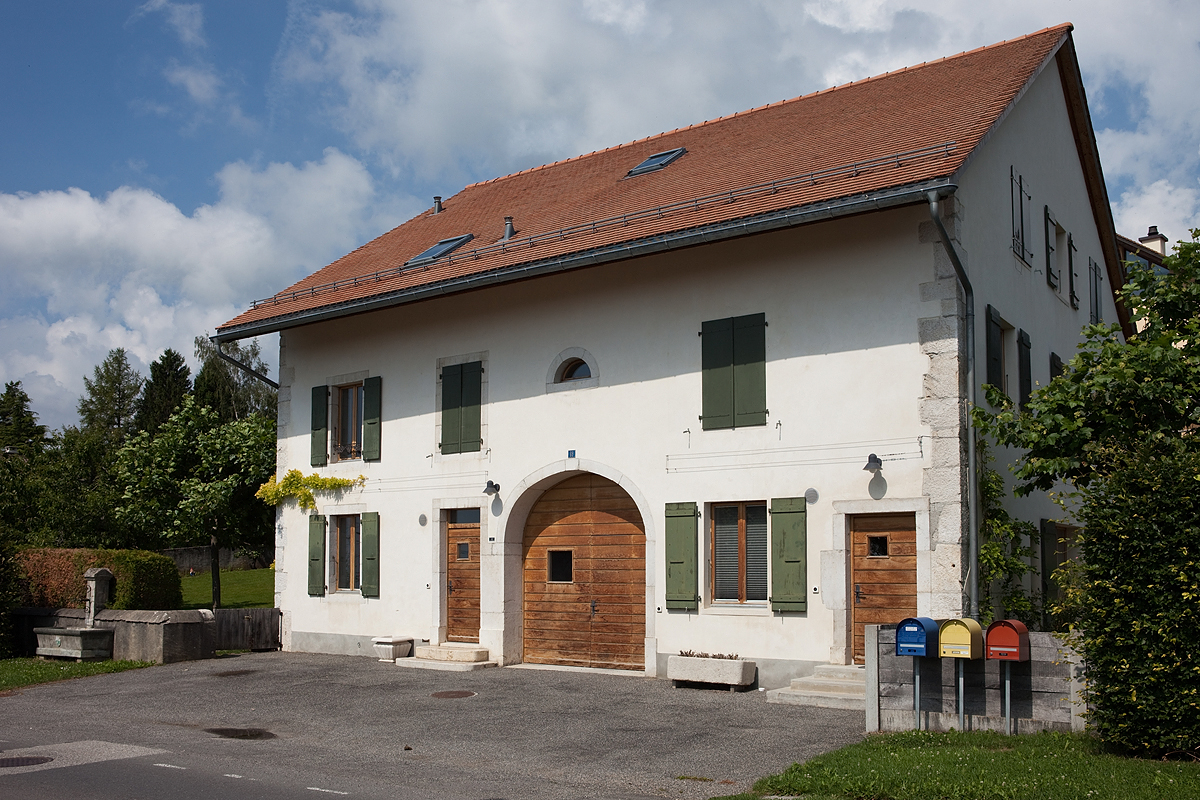
Ortstypisches Bauernhaus
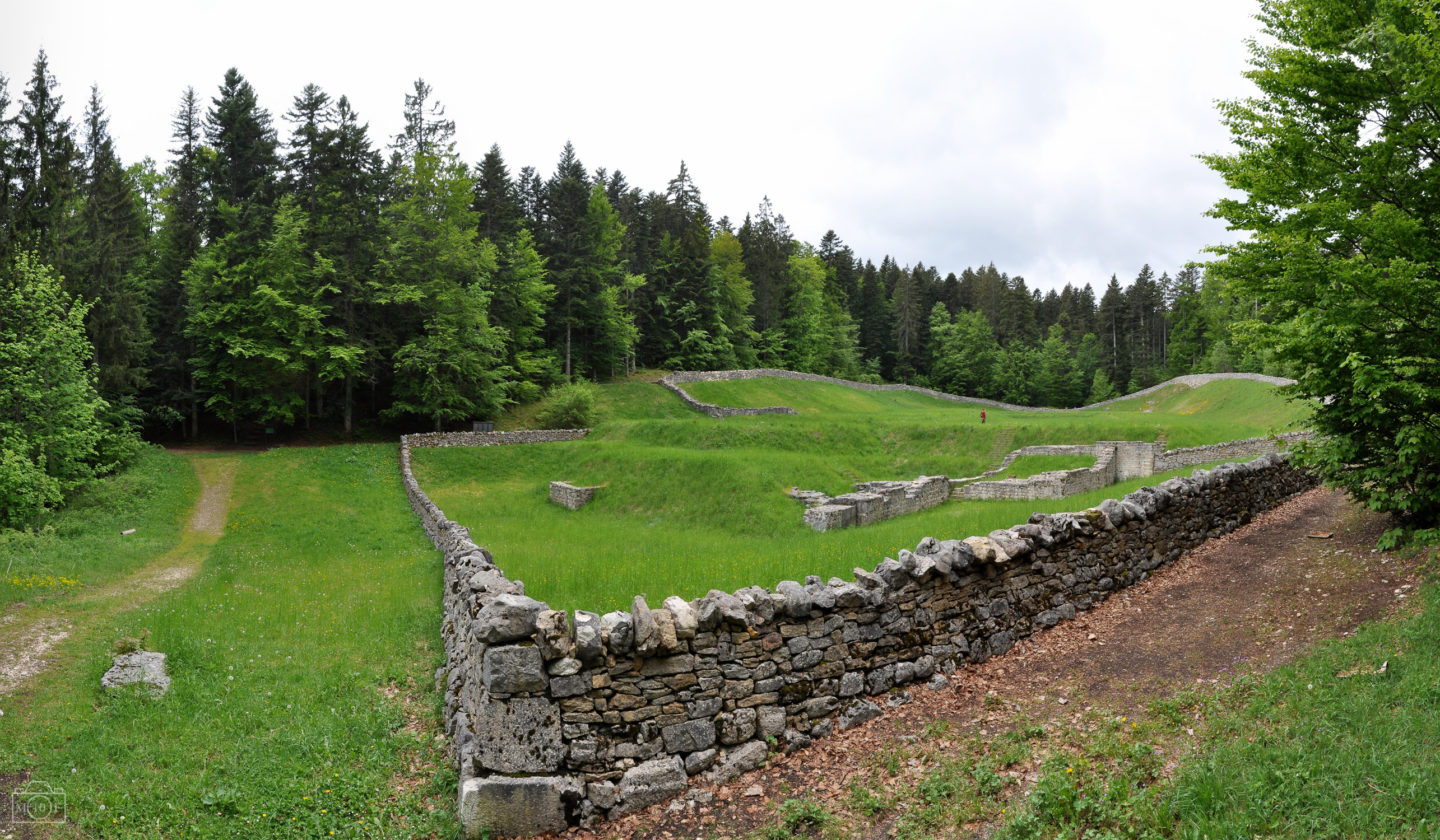
Ruinen des Kartäuserklosters Oujon, Blick von Osten
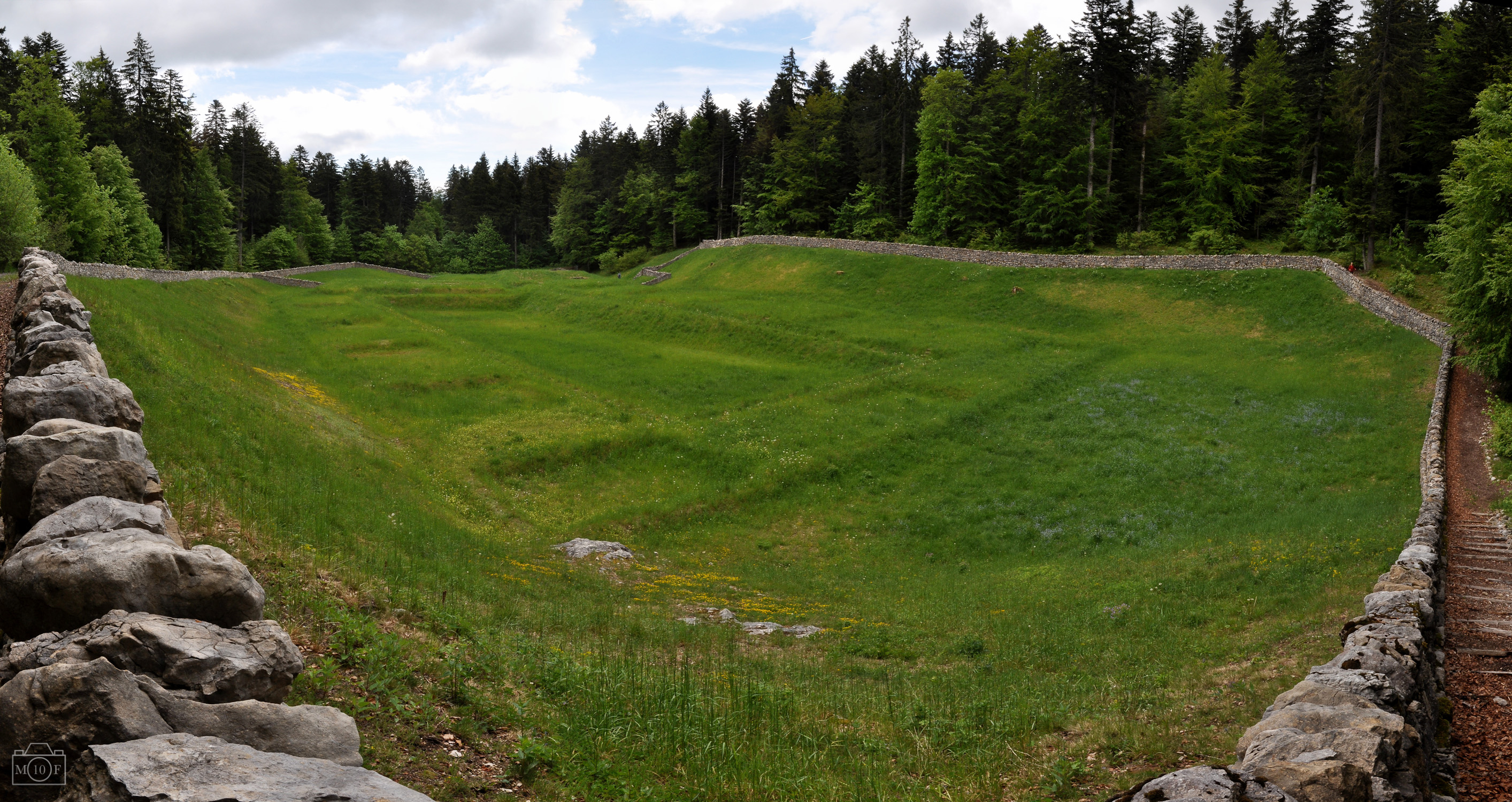
Ruinen des Kartäuserklosters Oujon, Blick von Nordwesten